# Gaozhou Shuiku
Gaozhou Shuiku (kinesiska: 高州水库) är en reservoar i Kina. Den ligger i provinsen Guangdong, i den södra delen av landet, omkring 250 kilometer sydväst om provinshuvudstaden Guangzhou. Gaozhou Shuiku ligger 82 meter över havet. Arean är 21,0 kvadratkilometer. I omgivningarna runt Gaozhou Shuiku växer i huvudsak städsegrön lövskog. Den sträcker sig 10,6 kilometer i nord-sydlig riktning, och 10,4 kilometer i öst-västlig riktning.
Genomsnittlig årsnederbörd är 2 363 millimeter. Den regnigaste månaden är april, med i genomsnitt 368 mm nederbörd, och den torraste är januari, med 27 mm nederbörd.